# La Vie en jeu
Pour le téléfilm américain de 2014, voir La Vie en jeu (téléfilm).
Pour plus de détails, voir Fiche technique et Distribution.
La Vie en jeu (La vita in gioco) est un film dramatique italien réalisé par Gianfranco Mingozzi et sorti en 1973.
Projeté en avant-première au festival de Cannes 1973, il fait partie de la sélection officielle de la quinzaine des réalisateurs.

## Fiche technique
Sauf indication contraire, les informations mentionnées dans cette section peuvent être confirmées par la base de données cinématographiques IMDb,  présente dans la section « Liens externes ».
- Titre français : La Vie en jeu[2]
- Titre original : La vita in gioco ou Morire a Roma[3]
- Réalisateur : Gianfranco Mingozzi
- Scénario : Gianfranco Mingozzi, Tommaso Chiaretti (it), Lucia Drudi Demby (it)
- Photographie : Luciano Tovoli
- Montage : Antonio Siciliano (it)
- Décors : Giorgio Mecchia Maddalena
- Costumes : Giorgio Mecchia Maddalena
- Trucages : Sergio Angeloni
- Musique : Nicola Piovani
- Producteurs : Vincenzo Franco Porcelli, Carlo Policreti
- Sociétés de production : Cineprintemps
- Pays de production :  Italie
- Langue de tournage : italien
- Format : Couleurs
- Durée : 102 minutes (1h42)[3]
- Genre : Drame sociopolitique[2]
- Dates de sortie :
  - France : 20 mai 1973 (Festival de Cannes 1973), 9 avril 1975 (en salles)[2]
  - Italie : 2 août 1973

## Distribution
- Mimsy Farmer : Anna
- Giulio Brogi : Marco Antonio
- William Berger : Andrea
- Paolo Turco (it) : Bruno Rocchi
- Enrico Ostermann (it) :
- Roberta Fiorentini (it) : Emanuela
- Mario Garriba
- Lombardo Fornara
- Daniele Gabbay
- Filippo De Gara (it)
- Omero Capanna (it) (non crédité)

## Production
La Vie en jeu poursuit en partie le propos de Trio, film sorti en 1967 du même réalisateur, en entralaçant quatre destins. Gianfranco Mingozzi appelle son film une sonate, composé d'un prélude et de quatre mouvements.

## Accueil
Le critique Louis Marcorelles dans Le Monde assimile le film à du « cinéma de chambre » semblable à celui du québécois Gilles Groulx ou du suisse Michel Soutter.